# Komuna miejska
Komuna miejska (łac. communitas civium) – organizacja samorządowa w miastach średniowiecznej Europy. Powstawały one wskutek uniezależnienia się miasta od feudała na podstawie ugody z nim lub po zbrojnym powstaniu przeciwko niemu.
Najstarsze formy komun miejskich (w XI w.) pochodziły z północnych oraz środkowych Włoch i nawiązywały do tradycji rzymskich. Opierały się one na ustroju konsularnym (władza oligarchicznej rady z wybieranym urzędnikiem-konsulem). Takie miasta powstawały w Niemczech, Polsce, w Czechach i na Węgrzech. Natomiast m.in. we Flandrii, Francji czy niektórych miastach północno-zachodnich Niemiec władza miejska rozwinęła się z lokalnego organizmu sądowego. Po objęciu władzy przez komunę miejską dominujące stanowisko w mieście uzyskiwał patrycjat. Podstawy prawne tej władzy powstawały stopniowo w trakcie walki z feudałami, a później cechami i pospólstwem.
W każdym z państw europejskich rozwój organizacji samorządowej miast przebiegał nieco inaczej. Często model ustroju jednego miasta (miasta macierzystego) przejmowały inne (miasta filialne). Miasta angielskie wzorowały się na normandzkich, w Niemczech na terenach wschodnich wzorem był Magdeburg, na północy – Lubeka, na południu – Wiedeń. Od miasta macierzystego pochodziła nazwa prawa, na którym lokowano miasta filialne, np. prawo magdeburskie, prawo lubeckie.
Konflikty między rządzącym patrycjatem a pospólstwem zaostrzyły się w XIII w., zwłaszcza we Włoszech. Tam to walki o obalenie starego patrycjatu, połączone z konfliktami politycznymi gibelinów i gwelfów, sprzyjały okresowemu skupieniu władzy w rękach podestów.
Często władzę przechwytywały jednostki, usiłujące zapewnić sobie dziedziczność (signoria). Nierzadko komuny miejskie uzyskiwały samodzielność polityczną, która przetrwała aż do powstania nowożytnych organizmów państwa. Najszybciej uniezależniały się miasta włoskie, czemu sprzyjała rywalizacja pomiędzy cesarstwem a papiestwem. Podobną samodzielność uzyskały po upadku władzy cesarskiej (XII w.) większe ośrodki miejskie w Niemczech i Holandii.